# 托拉扎皮埃蒙特
托拉扎皮埃蒙特（義大利語：Torrazza Piemonte）是意大利都靈廣域市的一个市镇。总面积9平方公里，人口2686人，人口密度298.4人/平方公里（2009年）。ISTAT代码为001273。